# Thirteen Anniversaries

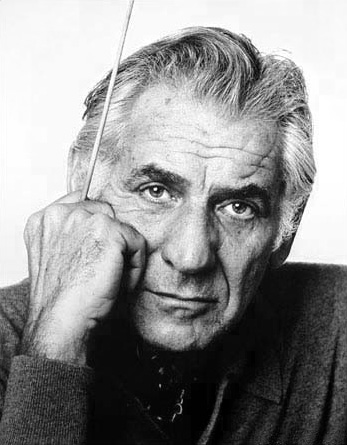
Leonard Bernstein in una foto di Jack Mitchell (1977)

Thirteen Anniversaries (Tredici Anniversari) è una composizione per pianoforte solista di Leonard Bernstein, pubblicata nel 1988, che commemora 13 persone che hanno avuto un ruolo importante nella sua vita.

## Storia
Bernstein ha scritto questa serie dopo raccolte simili, Seven Anniversaries (1943), Four Anniversaries (1948) e Five Anniversary (1949–1951). Ogni movimento celebra una persona. Alcuni movimenti sono dedicati a una persona vicina a quella commemorata. L'opera è stata eseguita per la prima volta da Alexander Frey a Berlino nel 1998.

## Movimenti
I titoli, che fanno riferimento alle persone, sono:
1. Per Shirley Gabis Rhoades Perle
2. In ricordo: William Kapell (un pianista americano morto giovane in un incidente aereo).
3. Per Stephen Sondheim
4. Per Craig Urquhart
5. Per Leo Smit (un compositore americano)
6. Per mia figlia, Nina
7. In ricordo: Helen Coates (uno degli insegnanti più stimati di Bernstein)
8. In ricordo: Goddard Lieberson (ex dirigente della Columbia Records)
9. Per Jessica Fleishmann
10. In ricordo: Constance Hope
11. Per Felicia, il nostro 28º anniversario (e il suo 52º compleanno)
12. Per Aaron Stern
13. In ricordo: Ellen Goetz